# カードの切り方が人生だ
『カードの切り方が人生だ』（カードのきりかたがじんせいだ）は、2005年（平成17年）から2007年（平成19年）にかけて放送された株式会社ライフ（現・ライフカード株式会社）のテレビCMシリーズである。日本におけるウェブ連動型テレビCMの代表例の一つとされ、その後の同種テレビCM急増のきっかけとなった。第16回ACCパーマネントコレクション（CM殿堂入り作品）受賞作。

## 概要
2005年（平成17年）3月1日から放映され、オダギリジョー主演の全7篇のほか、劇団ひとりが演じるオダギリの後輩・川島を主役とした番外編2編がある。企画はTUGBOATとI&S BBDO、制作は東北新社。
オダギリ演じるサラリーマンが、日常で遭遇する様々な選択を迫られる局面で、複数の選択肢を示すカードを取り出し、「続きはWebへ。」で終わる。ライフカードのウェブサイトの特設ページでは、選択肢のカードごとの続きのストーリーが公開されていた。スピーディーな展開とオダギリのコミカルな演技は若者を中心に人気を集め、特設ページの閲覧数は最高時には月間1000万PVを超えた。
このCM以前からウェブ連動型のテレビCMは存在していたものの、このCMのヒットによって「続きはwebで」「○○を検索」といったテレビCMが急増した。このため、日本におけるウェブ連動型テレビCMの最初の成功例とされる。第46回ACC CMフェスティバルにおける「グランプリ総務大臣賞」をはじめとして2005年（平成17年）から2007年（平成19年）にかけて数々の広告賞を受賞したほか（#受賞歴参照）、2015年（平成27年）にはACCパーマネントコレクションに選定されてCM殿堂入りを果たしている。

## 制作の経緯
2003年（平成15年）にロゴタイプを一新しブランドを「ライフカード」に統一した株式会社ライフが、若年層を主要ターゲットとしてブランド名の認知とイメージの向上を目的としたCM制作を決定し、競合プレゼンテーションを経てTUGBOATが受注した。ライフ社からの要望は、街中に店舗が少ないためウェブサイトを有効に活用したいということと、クレジットカード会社は多数あるものの機能の面ではほとんど差異がないことからとにかく有名にしてほしいという2点のみであった。TUGBOAT代表で『カードの切り方が人生だ』のクリエイティブ・ディレクターを務めた岡康道によれば、ライフ社からはCM内容に関して具体的なリクエストはなかったという。
プランナーを務めた麻生哲朗は、商品名である「ライフカード」（人生のカード）にヒントを得て、「カードの切り方が人生だ」というコピーを生み出した。人生のさまざまな場面で迫られる選択をカードゲームにおけるカードの切り方に見立て、カードの使い方と人生の選択というダブル・ミーニングとなっている。そして、テレビCMでは複数のカードでさまざまな選択肢があることを示すにとどめ、それぞれの選択肢を選んだときの人生をウェブサイトで見せるという企画とした。テレビCMを入口として、時間の限られたテレビCMでは伝えきれないサービスの詳細を伝えるウェブサイトに誘導するのが狙いであった。
なお、当初ディレクターを務めた高田雅博は映画『ハチミツとクローバー』の撮影に専念するとして半年で降板し、また、2006年（平成18年）にはライフ社の宣伝部長が交代したが、『カードの切り方が人生だ』のシリーズは関口現を新たなディレクターに迎えてそのまま継続された。麻生は、「"笑えればいい"というところだけに走ると続かなくなってしまう」として「基本となる人生の部分をきっちり軸として押さえてあるかが、キャンペーンが強く続いていく肝だった」と語っている。

## 内容
オダギリジョーの演じる若手サラリーマンが、仕事や恋愛、友人関係など誰もが一度は遭遇するであろう様々な選択の場面で「どーすんの？どーすんの、オレ！？」と言いながら選択肢を示す複数のカードを取り出し、特設ページのアドレスと「続きはWebへ。」の表示で終わる。勢いのある展開とオダギリのハイテンションな演技でコミカルに描いている。ライフカードのウェブサイトの特設ページでは、カードごとの続きのストーリーを視聴することができた。
1. 派閥篇（2005年（平成17年）3月1日から放映[11][12]）
若手サラリーマンのオダギリが社内の派閥抗争に巻き込まれる[12]。今後の人事に響くであろう選択を迫られたオダギリは判断に迷う[12]。選択肢のカードは「保身」「信念」「率直」「保留」[16][30][31]。
「犬山課長」役は本田博太郎、「猫田主任」役は池田成志。ほかにクラブ「ラ・マン」のママ役として遠野ゆきが出演。
2. 出会い篇（2005年（平成17年）4月7日から放映[11][32]）
オダギリは、合コンで知り合った女性に積極的にアプローチされる[32]。ルックスも性格も正直「ビミョー」な女性だが、実は勤務先の専務の娘だった[32]。選択肢のカードは「打算」「男気」「調整」「本音」[29][30][33]。
堀口専務の娘「まどか」役は猫背椿[32]。
3. 海外出張篇（2005年（平成17年）7月1日から放映[11][34]）
初めての海外出張を命じられたオダギリは、飛行機の中で外国人の美人客室乗務員と出会う[34]。出張中の身で、かつ英語ができないオダギリが取り出したのは、「無理」のカードのみだった[34]。しかし、パリのカフェで再会する[34]。選択肢のカードは「無理」「速攻」「紳士的」[35][36][37]。
美人客室乗務員「ジャンヌ」役は鮎河ナオミ[34]。ほかに客室乗務員「桂田」として中村小百合が出演[34]。
4. a Xmas night篇（2005年（平成17年）11月22日から12月25日までの[11][38]期間限定[38]）
せっかくのクリスマスも仕事のオダギリ[38]。得意先に怒られて急いで書類を届けに行くが、人ごみの中でいつの間にか書類がぬいぐるみにすり替わっている[38]。選択肢のカードは「探す」「あきらめる」「ごまかす」[36][38][39]。
得意先の「古田」役は古田新太[38]。ウェブサイトでの続きストーリーの「探す」では中年役として志賀廣太郎が出演している[38]。
5. フレッシュマン来たる篇（2006年（平成18年）2月1日から放映[11][40]）
オダギリに、生意気でいい加減で非常識な新人が部下として付けられる[40]。新人のミスで得意先の工場長を怒らせてしまい、代わりにオダギリが土下座をして謝罪しても、当の本人はまるで他人事のよう[40]。選択肢のカードは「説教」「理解」「罵倒」「我慢」[36][40][41]。
新人「カワイ」役は忍成修吾[40]。得意先の工場長として原金太郎、受付嬢としてNOMAが出演している[40]。
6. マドンナ篇（2006年（平成18年）6月2日から放映[11][42]）
高校の同窓会に出席したオダギリは、かつてのマドンナ「さっちゃん」と再会する[42]。いつものように選択肢のカードを取り出そうとしたオダギリだったが、逆に「さっちゃん」から「冒険」「友情」「封印」の3枚のカードを差し出され、選択を迫られる[42]。
マドンナ「さっちゃん」役は桜井幸子[42]。ほかに同級生役としてバナナマン（「マっつん」役日村勇紀と「ヤス」役設楽統）が出演している[42]。
7. 転機到来篇（2006年（平成18年）10月10日から放映[11][43]）
オダギリに、外国人からのヘッドハンティングと学生時代の友人からの共同起業の誘いが相次いで入る[43]。さらに、会社の上司からは大きな仕事を任せたいと告げられる[43]。選択肢のカードは「転職」「独立」「昇進」[5][44][45]。
外国人ビジネスマン役としてセイン・カミュ、大学時代の友人役として皆川猿時が出演[43]。また、「派閥篇」の犬山課長が部長となって再登場している[43]。

番外 フィッシング詐欺に気をつけて！篇（2005年（平成17年）10月11日から放映）
オダギリにあこがれる後輩の川島。クレジットカードをスマートに使えるようになったと自負していたが、ある日カード番号や暗証番号を要求する怪しい電子メールが届く。選択肢のカードは「問い合わせる」のみ。
川島役は劇団ひとり。なお、ウェブサイトでのつづきストーリーには「問い合わせる」のほかに「オマケ」もある。
番外 スキミングに気をつけて！篇（2006年（平成18年）4月2日から放映）
様々な場面でクレジットカードをスマートに使えるようになった川島だったが、ある日、身に覚えのない内容が並ぶ利用明細書が届く。選択肢のカードは「確認する」のみ。
ウェブサイトでのつづきストーリーには「確認する」のほかに「オマケ」もある。

## スタッフ
- 広告会社 - TUGBOAT・I&S BBDO[13]
- 制作会社 - 東北新社[13][14]
- クリエイティブ・ディレクター - 岡康道・佐藤和隆[13]
- エージェンシープロデューサー - 佐藤瑠奈子[14]
- 企画 - 麻生哲郎[13]
- コピー - 麻生哲郎[13]
- プロデューサー - 阿部薫[14]
- プロダクションマネージャー - 鎌田敏弘[14]
- 撮影 - シグママコト[13][14]
- 作曲 - 渋谷毅[13]

|                                      | ディレクター | 美術       | スタイリスト | ヘアメイク      |
| ------------------------------------ | ------------ | ---------- | ------------ | --------------- |
| 派閥篇[12]                           | 高田雅博     | 桑島十和子 | 申谷弘美     | 佐藤冨太        |
| 出会い篇[32]                         | 高田雅博     | 桑島十和子 | 申谷弘美     | 佐藤冨太        |
| 海外出張篇[34]                       | 高田雅博     | 中村桃子   | 申谷弘美     | 佐藤冨太        |
| a Xmas night篇[38]                   | 関口現       | 桑島十和子 | 宇都宮いく子 | 佐藤冨太 山崎聡 |
| フレッシュマン来たる篇[40]           | 関口現       | 桑島十和子 | 宇都宮いく子 | 佐藤冨太 山崎聡 |
| マドンナ篇[42]                       | 関口現       | 中村桃子   | 宇都宮いく子 | 佐藤冨太 山崎聡 |
| 転機到来篇[43]                       | 関口現       | 中村桃子   | 宇都宮いく子 | 佐藤冨太 山崎聡 |
| フィッシング詐欺に気をつけて！篇[46] | 関口現       | 桑島十和子 | 宇都宮いく子 | 山崎聡          |
| スキミングに気をつけて！篇[47]       | 関口現       | 桑島十和子 | 宇都宮いく子 | 山崎聡          |

## 評価と影響

### CM自体の評価
オダギリジョーのコミカルな演技と勢いのある展開は、特に若い世代の支持を受け、ライフカードのブランディングに成功したと評価されている。広告主のライフ社も、『カードの切り方が人生だ』のCMで「若年層を中心に幅広い層から共感をいただき好感度形成に大きく貢献することができました」と自賛している。テレビCMシリーズが話題となったことを受けて、2006年（平成18年）12月9日にはタカラトミーが『“どーすんの!? オレ”カード』を発売した。サイズを名刺サイズに改め、CMで使われた24枚のカードに空白の「ブランクカード」1枚を加えた25枚にカードケースをセットにしている。
CM総合研究所（株式会社東京企画）によるCM好感度調査では、派閥篇・出会い篇・海外出張篇は、それぞれ放送開始月に総合20位以内に入る大ヒットとなった。2005年（平成17年）度の「消費者が選んだCM好感度ベスト1000Brands」では総合15位となり、出会い篇が「今年を代表するCM大賞［10傑］」に選定されている。その後も、2006年（平成18年）度は総合11位（金融類では1位）、2007年（平成19年）度は総合121位にランクインするロングヒットとなった。雑誌『広告批評』の選んだ「2006広告ベストテン」でもテレビCMの7位に選出され、同誌を主催するコラムニストの天野祐吉は「商品がなんなのかがよくわからない」としつつも「面白くできている」と評し、審査員を務めた作家の高橋源一郎は「なんか商品と関係なく面白い」、同じく審査員を務めた脳科学者の茂木健一郎も「映像的にはかなり作りこんでますよね」と同調している。
広告賞でも、2006年（平成18年）の第46回ACC CMフェスティバル「グランプリ総務大臣賞」をはじめとした数々の賞を受賞した（#受賞歴参照）。同フェスティバルで審査委員長を務めた田井中邦彦は、「何よりも勢いのある面白さがグランプリの決め手となった。笑いと共感の中にカードのメッセージがよく伝わりユーモアとクオリティーのバランスが絶妙だった。何度見ても飽きないシリーズということでも群を抜いていた。テレビから誘導されるWebもよくできており、今の時代の新しい広告キャンペーンである」と高く評価した。また、審査委員を務めた谷山雅計も、「『Webへの入り口』がCMのメジャーな役割となったいま、ライフカードのグランプリは時代性からしてふさわしい……なんて理屈もつけられるにはつけられますが、投票理由は『圧倒的におもしろかった』に尽きます」と絶賛した。
放送から時間を経ても評価が色褪せることはなく、日本アド・コンテンツ制作社連盟（JAC）が後世に残すべきテレビCMとして2012年（平成24年）に選定した「JACテレビCM500選」に「海外出張篇」と「マドンナ篇」が選出された。また、2015年（平成27年）にはACCパーマネントコレクションに選定されてCM殿堂入りを果たしている。

### ウェブ連動型テレビCMとして
電通総研による調査では、「電通広告統計」の検索で確認できた最も古い「続きはウェブでCM」は、2004年（平成16年）に放送されたネスレのAEROのCMであるとされている。しかし、『カードの切り方が人生だ』以前のCMも、このCMの後に続いた「続きはウェブへ」のCMも、その多くが忘れ去られていく中で、『カードの切り方が人生だ』は人々の記憶に残るCMとなり、ウェブ連動型テレビCMの最初の成功例とされている。それは、このCMが商品やサービスの説明を省き徹頭徹尾ウェブへの誘導だけに特化したためであるとされる。企画したTUGBOATの麻生哲朗も、「ライフカードのCMはWebに向かうために30秒の頭から尻までフルに使って、全開で何とか見ている人の心持ちを動かそうと必死になったCM」と語っている。
『カードの切り方が人生だ』の放送が始まると、キャンペーンの特設ページは最初の1か月で150万PV（ページビュー）を記録し、株式会社ライフのトップページへのアクセスも約3倍、平均滞在時間は6-7分となった。最高時にはキャンペーンページの閲覧数は1日45万PV、月間で1000万PVを超えたという。近畿大学教授の妹尾俊之が「クロスメディア・コミュニケーションの先駆的試みの1つ」と評するなど、消費者と企業とをつなぐ新たな広告のスタイルを確立したと評価されている。
一方で、テレビCMからウェブサイトへの誘導に特化しすぎており、かつ物語でライフカードの特長やサービスに全く触れていないため、物語の続きを見たくてウェブサイトを訪れても続きの物語を見るだけで満足して肝心のクレジットカードの契約につながっていないのではないかという指摘もある。また、ビデオジャーナリストの神田敏晶は、商品名こそ出していないものの、「あるクレジットカードの面白いCMに誘われてWEBサイトにアクセスしてみたら、ものすごく無味乾燥な申し込み画面を見せられてがっかりしたことがある」と自らの体験を語り、ウェブ連動型のCMを検討している企業に対して「WEBサイトに誘導した後は、特に製品の購入申し込みページなどの作り込みをしっかりしておくべき」と提言している。
いずれにせよ、このCMの成功を受けて、その後「続きはwebで」「○○を検索」といったテレビCMからウェブサイトへ誘導する形のウェブ連動型テレビCMは急増した。CM総合研究所は2005年（平成17年）から2006年（平成18年）にかけて「○○を検索」という形のテレビCMが8倍に増加したと報告しており、ビデオリサーチの調査では2006年（平成18年）6月から12月までの半年間でも2.8倍増加したとされている。しかし、2014年 （平成26年）ころから次第に下火になっていき、2017年（平成29年）ころからは「#○○」（ハッシュタグ○○）といったソーシャル・ネットワーキング・サービスへの誘導を図るCMが増加していった。こうした変化は、テレビの圧倒的な影響力のもとでウェブサイトを補助的に用いていた時代から、テレビ離れが進んでむしろウェブ広告が主導するようになり、さらにソーシャル・ネットワーキング・サービスの普及によって消費者が主体的にコンテンツを選択・拡散するようになった時代への変化を反映していると指摘されている。『カードの切り方が人生だ』の「続きはWebへ。」は、テレビCMを入口として用いてウェブサイトへと誘導するという仕掛けが、インターネットが急速に普及しつつある中でもいまだテレビが広告媒体の主役の座を保っていた時代の変化の端境期に、うまくマッチしていたのである。

### 受賞歴
2005年（平成17年）
- 第45回ACC CMフェスティバル ファイナリスト
派閥篇・出会い篇[30][64]

2006年（平成18年）
- 第35回フジサンケイグループ広告大賞 クリエイティブ部門テレビ優秀賞
派閥篇・出会い篇・海外出張篇[65][66]
- 2006年度TCC賞
麻生哲朗[67][68]（出会い篇・海外出張篇・フィッシング詐欺に気をつけて！篇・フレッシュマン来たる篇[69][注 2]）
- 2006年度ADC賞 ノミネート
海外出張篇・フレッシュマン来たる篇[71]
- 第46回ACC CMフェスティバル グランプリ総務大臣賞
海外出張篇・a Xmas night篇・フレッシュマン来たる篇・マドンナ篇[53][72][73][74][75]

同上 ブロンズ賞
フィッシング詐欺に気をつけて！篇・スキミングに気をつけて！篇
同上 特別賞
ベストCD賞 - 岡康道
ベストプランナー賞（テレビ） - 麻生哲朗
ベストプロデューサー賞 - 阿部薫
ベスト演出賞 - 関口現
演技賞 - オダギリジョー
2007年（平成19年）
- 2006年度日テレCM大賞 日テレCM賞
マドンナ篇[80]
- 2007年度TCC賞 ファイナリスト
マドンナ篇・転機到来篇・スキミングに気をつけて！篇[44]
- 2007年度ADC賞 ノミネート
マドンナ篇[81]

2015年（平成27年度）
- 第16回ACCパーマネントコレクション（CM殿堂入り作品）[7][10]